# Eva Taylor
Eva Taylor, geboren als Irene Joy Gibbons (St. Louis, 22 januari 1895 - Mineola, 31 oktober 1977) was een Amerikaanse blues- en jazzzangeres en vaudeville-ster. Ze was een van de eerste Afro-Amerikaanse zangeressen die voor de radio zong.
Taylor stond al op de planken toen ze drie jaar was en ze toerde op jonge leeftijd in Europa, Nieuw-Zeeland en Australië. Ze maakte deel uit van het vaudeville-gezelschap Josephine Gassman and Her Pickaninnies. Rond 1920 ging ze naar New York, waar ze werkte in nachtclubs in Harlem. Ze trouwde hier met jazzpianist, zanger en producer Clarence Williams en werkte met haar echtgenoot samen op de radio en in de platenstudio. Het echtpaar nam tot in de jaren dertig platen op, onder meer Williams' groep Blue Five, waarin grootheden als Louis Armstrong, Sidney Bechet en de zangeressen Bessie Smith en Sippie Wallace actief waren. In 1922 maakte Eva Taylor haar eerste plaat voor Black Swan Records, die haar afficheerde als de Dixie Nightingale. Ze nam tot in de jaren dertig vele tientallen platen op, ook voor andere platenlabels als Okeh Records en Columbia, jazz-, blues- en populaire songs. Tevens was ze zangeres op opnames van het studio-orkest The Charleston Chasers. In 1927 trad ze op in de Broadway-musical 'Bottomland'. Verder had ze een radioshow op NBC (1929) en werkte ze jaren voor radiostation WOR. Rond 1947 stopte ze met optreden, maar na de dood van haar man in 1965 maakte ze een 'comeback' en toerde ze door Europa. Ook nam ze op 81-jarige leeftijd nog een studioplaat op met Zweedse musici.
Eva Taylor overleed in 1977 aan de gevolgen van kanker. Ze is de oma van de acteur Clarence Williams III.

## Discografie (selectie)
- Complete Recorded Works, Vol. 1 (1922-1923), Document Records, 1996
- Complete Recorded Works, Vol. 2 (1923-1927), Document Records, 1996
- Complete Recorded Works, Vol. 3 (1928-1932), Document Records, 1996
- Not Just the Blues, Pearl Records, 1996z
- Legendary Eva Taylor With Maggie's Blue Five, Kenneth Records, 1976
- Legendary: Live at the Pawnshop, Opus3 Records, 1976